# Yukitoshi Hori
Yukitoshi Hori (堀 之紀, Hori Yukitoshi) é um seiyuu veterano, nascido em 12 de setembro, 1952 em Setagaya. Ele é o irmão mais velho de seu parceiro seiyuu Hideyuki Hori e é atualmente representado pela Aoni Production.
Ele é melhor conhecido por seus trabalhos como dublador dos personagens Tokumaru Tatsumi (Saint Seiya), Dodoria, Android 19 (Dragon Ball Z), Gin (Detective Conan), e Roberto MacGuyer (Crayon Shin-chan).